# Oscar Patric Sturzen-Becker
Oscar Patric Sturzen-Becker, pseudonym Orvar Odd, (født 28. november 1811 i Stockholm, død 16. februar 1869 i Helsingborg) var en svensk publicist og digter.
Sturzen-Becker debuterede 1831 som ung student med et af Tegnér påvirket digt Romarskölden, vandt året efter Svenska Akademiens anden præmie for et nyt digt, tog ansættelse under Finansdepartementet, men udgav 1834 et lille blad Arlekin, som foranledigede, at han (indtil 1843) knyttedes til Aftonbladet, hvor han meddelte Memoirer över den förflutna veckan og senere rejseindtryk fra Tyskland og Frankrig i En utflygt ur boet (1842), og han vandt ry for sine letskrevne, livfulde causerier og og smånoveller Med en bit krita (1841), Med en bit blyerts (1842) og Ur Stockholmslifvet (1844), ypperlige skildringer af hovedstadslivets forskellige typer og fremtoninger. Derimod vandt hverken Stormfoglarna (1838) eller vaudevillen Bellman i Mariefred (1842) anerkendelse, og det samme gælder den samling af ironiske og politiske digte, han 1844 udgav under titlen Min fattiga sångmö. At han her med energi og varme henpeger på sociale misforhold og uretfærdigheder, bemærkede samtiden knap.
Han brød op fra Stockholm 1844 og tog til Skåne; han kom derved i berøring med Danmark og var bosat i København 1844—1847 og 1854—1863. Den skandinaviske idékreds, som derved åbnedes for ham, bestemte hans nærmeste produktion som skandinavisk og politisk. Han modtog af Skandinavisk Selskab opfordring til at holde forelæsninger over den nyeste svenske litteratur, og han gjorde det på en måde, som vakte berettiget anerkendlse. Ellers er hans produktion og de bladforetagender, han under forskellige navne, Hinsidan Sundet (1846), Nordljuset (1847), Nordisk Litteratur-Tidendes svenske afdeling og mange flere, udgav, optaget af at vække interessen for den skandinaviske tanke både hos danske og svenske læsere. I 1848 begyndte han i Helsingborg udgivelsen af Öresundsposten, det eneste blad, som fik varig levetid; det virkede under krigen for, at Norge og Sverige skulle træde til hjælp, og det indtog en anset stilling på grund af Sturzen-Beckers forbindelser med de Nationalliberale i Danmark. Da han (1862) stillede sig i bestemt opposition mod helstatspolitikken, vendte hans tidligere københavnske forbindelser ham tyggen, og hans politiske og skandinaviske virksomhed afsluttedes således brat; hans sidste arbejde i den retning var Over Sundet (1863—1864).
I sine senere år vakte han opmærksomhed som digter ikke mindst hos den yngre slægt; han udgav nemlig sine Samlade arbeten (5 bind, 1861—1862) og senere Samlade Ax (1868) med digte, som forråder dyb og original udvikling, således i Grefvinnan Grufriakin. Djurgårdslandskap med figurer; her er samme ånd og stil som i hans feuilletoner, men behandlingsmåden har her gjort den livfulde skildring til poesi. Desuden kan nævnes hans lyriske digte og hans fra Byron påvirkede John Faa og Claus Störtebecker, om to eventyrere, skildrede friskt og energisk. Jo ældre han blev, desto mere positiv og ideelt patetisk blev hans digtning; han minder i den henseende om Strandberg, med hvem han igen trådte i forbindelse. Man har med rette betegnet hans udvikling således, at han fra radikal kosmopolit blev først skandinav og derefter patriot. Sturzen-Becker betegner — også i formel henseende — en af grundpillerne i Sveriges litteraturudvikling. Sturzen-Beckers Valda Skrifter udgavs af hans søn i 3 bind, 1880—1882 med levnedsskildring af Gustaf Ljunggren.